# Somewhere Else
Somewhere Else (у преводу, Негде другде) је песма Англо-шведске рок групе Рејзорлајт. Ово је била њихова прва нова песма након свог деби албума Up All Night и постала је њихов највећи хит до данас у Великој Британији, достигавши #2. Песма је веома акустички-оријентисана, са градацијом и понављајућим рефреном. "and I just can't help myself, I really really wish I could be somewhere else far from here" (и не могу више да одолим, стварно стварно бих желео да будем негде другде, далеко одавде).
Песма се није појавила на првобитном издању, 'Up All Night'. Међутим, након успеха ове песме на листама, додата је као последња песма на албуму који је објављен у "посебном издању". Због времена издања песме, као и појављивања бенда на многим фестивалима и догађајима, ова песма је унеколико постала летња химна.